# L'ascesa del demone
(R. A. Salvatore, L'ascesa del demone)
L'ascesa del demone è un romanzo fantasy di R.A. Salvatore e il secondo del ciclo dell'eredità del demone.

## Trama
L'eroina della Guerra del Demone, Jilseponie Wyndon, baronessa di Palmaris, era da qualche anno la donna più invidiata del regno: Re Danube Brock Ursal, sovrano di Honce-the-Bear, aveva mostrato un notevole interesse per lei,  e aveva iniziato a corteggiarla con l'intento di sposarla. Naturalmente, i nobili della corte non potevano approvare  l'amore del Re per una popolana, mentre la Chiesa invece,  vedeva in un eventuale matrimonio tra i due una ghiotta possibilità per ampliare il proprio potere. 
Non passò molto tempo prima che Danube  chiese alla donna di sposarlo e Jilseponie accettò immediatamente, ormai certa di amare il sovrano di Honce-the-Bear. 
Dopo la sua sconfitta a Palmaris, De Unnero, il feroce monaco guerriero pupillo di Markwart, si era ritirato in esilio ne piccolo villaggio di Micklin- un insediamento di cacciatori posto  ai confini occidentali del regno -sotto le mentite spoglie del mite Bertram Dale. Per diversi anni, De Unnero era riuscito a controllare il demone che si annidava nel suo corpo, ma l'incontro con una banda di ladri vagabondi cambiò tutto; durante la lotta contro i malviventi, la tigre mannara prese il sopravvento  facendo strage dei furfanti: solo una donna menestrello riuscì a salvarsi dalla furia delle bestia. Gli abitanti del villaggio organizzarono  quindi una festa in onore di Bertram Dale, per ringraziarlo per aver salvato i loro averi dai ladri. Durante il banchetto però, alcuni cacciatori punzecchiarono il monaco, la cui volontà, indebolita dall'alcol, cedette nuovamente alla furia della tigre che si scatenò  sugli inermi  abitanti dell'insediamento. Consapevole di aver fallito, De Unnero si allontanò ulteriormente dalla terre civilizzate, rassegnato a vivere come un eremita.
Intanto nella magica valle di Andur'Blough Inniness, il bimbo che Pony credeva di aver perduto nel suo scontro con Markwart è stato salvato e allevato dai Touel'alfar che gli diedero il nome di Aydrian, in onore al primo ranger da loro addestrato in passato. Il giovane era potente nell'uso delle pietre magiche e abile nel combattimento ma era anche arrogante e avido di fama e gloria. Quando Brynn Dharielle terminò il suo addestramento e divenne un ranger, Aydrian vide partire dal suo mondo l'unica persona che stimava e apprezzava. Nella speranza di placare l'atteggiamento sempre più cupo e ribelle del ragazzo, Lady Dasslerond, la regina degli elfi, gli insegnò ad usare l'Oracolo: : l'ombra che il giovane contattò gli consigliò di seguire e apprezzare i consigli che i Touel'alfar gli davano, perché essi lo rendevano più forte e saggio.  Eppure, appena qualche settimana dopo, aizzato dall'ombra dell'Oracolo, Aydrian fuggì da Caer'alfar, rubando le pietre magiche e sconfiggendo la stessa Lady Dasslerond.
Le nozze di Pony si tennero in primavera, nella grande città di Ursal:  la cerimonia venne officiata dall'Abate Braumin e da Fio-Bou-Raiy alla presenza di tutti i nobili del regno e del Principe Midalis. Pochi giorno dopo, come previsto,  la Chiesa elargì alla nuova regina il titolo di sorella sovrana di St.Honce concedendole il diritto di votare al Collegio degli Abati: le elezioni che si svolsero qualche tempo dopo incoronarono Fio-Bou-Ray come nuovo Padre Abate.
Aydrian viaggiò attraverso le Terre Selvagge e arrivò in un piccolo villaggio ai confini di Honce-the-Bear, chiamato Festertool. Fu qui che il giovane compì le sue prime imprese per trovare la gloria: sotto il nome di Nighthawk,  arrivò a sgominare un pericoloso gruppo di banditi che tormentava la regione e sentì parlare della ferocia della tigre mannara. Ansioso di procurarsi un trofeo, Aydrian si mise alla ricerca della bestia; il suo viaggio lo portò ad incontrare e ad affrontare De Unnero nella sua forma felina.  Solo l'aiuto di Sadye impedì al giovane di ottenere una vittoria sul monaco guerriero. La donna era l'amante di De Unnero, ed era lo stesso menestrello che era scampato alla furia della tigre mannara al villaggio di Micklin. Aydrian ben presto strinse amicizia con de Unnero e Sadye e insieme a loro si diresse a Palmaris. Qui, Sadye scoprì che l'arco e la spada di Nightbird si trovavano vicino Dundalis, nei tumuli dei ranger. I tre partirono alla volta del nord e Aydrian, giunto dinanzi ai tumuli, affrontò gli spiriti di Mather ed Elbryan per conquistarsi il diritto di portare le loro armi. Il giovane per sconfiggere Mather fece risorgere parzialmente suo padre dalla tomba per poi sbarazzarsene una volta terminata la prova. Il ragazzo prima di ripartire per il sud riuscì a reclamare persino la cavalcatura del padre, il possente Symphony, piegandolo al suo volere con le pietre magiche.
A Ursal, nei mesi successivi alle nozze crebbe il distacco tra la corte e Jilseponie: perfidi pettegolezzi circolavano per il palazzo reale e Lady Costance arrivò addirittura a somministrarle delle erbe anti contraccettive per evitare che avesse un figlio che potesse rimettere in discussione la linea di successione alla corona. Pony tuttavia scoprì le macchinazioni  della nobildonna  e l'allontanò dalla corte di Ursal insieme all'Abate Ohwan reo di averle fornito le erbe a Costance.
De Unnero intanto rivelò ad Aydrian che sua madre era viva ed era la regina di Honce-the-Bear. I tre quindi si diressero ad Entel dove il monaco guerriero incontrò Olin, suo vecchio amico e Abate di St.Bondabruce,  convincendolo  a partecipare ai suoi piani; inoltre chiese al vecchio prelato di procurargli una flotta di navi per recuperare le ingenti  gemme preziose che si nascondevano nelle sabbie di Pimaninicuit.
I tre  tornarono dall'isola con grandi ricchezze, necessarie per creare una rete di infiltrati nell'esercito regio e per organizzare un'armata di mercenari  con cui far avanzare i diritti di Aydrian sul trono. De Unnero passò alla fase successiva infiltrandosi nella corte del Re sotto le spoglie di Bruce di Oredale, ricco proprietario terriero amico del Conte di Fenwike; qui propose ai nobili di organizzare un grande torneo  in occasione del cinquantesimo compleanno del sovrano: il monaco aveva intenzione di far gareggiare anche il suo pupillo. Aydrian non ebbe difficoltà ad  arrivare alla finale della grande giostra e si scontrò con il Duca Kalas: durante il combattimento lo uccise e poi lo riportò in vita, solo per dargli prova della portata dei suoi poteri magici. Il nobile rimase profondamente turbato dall'evento. De Unnero colse l'occasione e si rivelò a Kalas per  raccontargli la verità su Aydrian e sulla sua incredibile ascendenza:  l'ex monaco riuscì a convincere il nobile a unirsi alla loro causa. Stanco di attendere la sua ascesa Aydrian indusse Lady Pemblebury a suicidarsi, simulando un avvelenamento provocato dalla Regina, in modo da incriminarla per omicidio.
Durante il pubblico processo, tenuto pochi giorni dopo, Kalas e la corte confermarono la colpevolezza della sovrana e la condannarono alla pena capitale; il Re però ribaltò il verdetto assolvendo la sua consorte da qualsiasi capo d'accusa. Proprio in quel  momento Aydrian riportò dall'aldilà lo spirito di Costance e lo fece apparire sul patibolo dove confessò a tutti il complotto da lei orchestrato e l'inconfutabile innocenza della regina. Non appena lo spettro della nobildonna svanì, Aydrian sferrò un attacco magico contro Re Danube, provocandogli un infarto mortale. Mentre la folla già inneggiava a Midalis come nuovo sovrano del regno, Kalas proclamò Aydrian come il vero ed unico erede al trono. Salito sul palco dove si era svolto il processo, Aydrian accettò di duellare con il giovane principe Merwick, furente per  essere stato escluso dalla linea di discendenza degli Ursal, e lo uccise rapidamente. Successivamente fece esiliare da Ursal sia il secondo figlio di Costance, Torrence Pemblebury,  sia sua madre, sicuro che non possa più essere una minaccia per il suo dominio. Il maelstrom era cominciato

## Personaggi principali
- Aydrian Boudabras
- Marcalo De'Unnero
- Jilseponie Wyndon Ursal
- Danube Brock Ursal
- Targon Bree Kalas